# Pierre Michel Adam
Pour les articles homonymes, voir Adam (homonymie).
Pierre Michel Adam est un graveur français né le 29 mai 1799 à Paris et mort en 1853.

## Biographie
Pierre Michel Adam est le fils de Gabriel Thomas Adam (1773–1843), également ouvrier graveur, et de Marie Marguerite Durand.
Il est probablement le cousin de Victor Adam, et le neveu de Jean Adam, eux aussi graveurs.
Il entre aux Beaux-arts de Paris le 30 janvier 1813.
Il a été l'élève de Pierre-Narcisse Guérin et de Oorteman,.
Il travaille avec François Gérard, Louis Hersent et Alexandre-Joseph Desenne.
Il est pendant huit ans professeur de gravure à l’institut royal des sourds-muets.

## Œuvres
- Gustav Vasa, roi de Suède (éd. Ménard & Desenne ; eau-forte 21,9 x 14,2 cm)
- Voie de communication des États-Unis[3],[4] :
- Voie de communication des États-Unis, canal latéral au Saint-Laurent[5]
- Voie de communication des États-Unis, Pont, aqueduc de Georgetown sur le Potomac[6]
- Abraham Girardet (d'après un dessin d'Abraham Girardet)[7]
- Louis XVI distribuant des bienfaits à de pauvres paysans dans l'Hiver de 1788 (d'après une peinture de Louis Hersent, 1817)[2],[1]
- Journée du 20 juin 1792, au château des Tuileries (1817, gravure à l'eau-forte ; 20,1 x 26 cm)[8]
- Enfin, l'excès de la douleur rompant les nœuds dont la nature retenait encore dans ses flancs le fruit d'un malheureux amour, elle expire en devenant mère (d'après un dessin d'Alexandre-Joseph Desenne, 1819, gravure au burin)[9],[10]
- Il ouvre les yeux et il voit Cora : ses yeux parcourent mille charmes[9] (d'après un dessin d'Alexandre-Joseph Desenne, 1819)[11]
- La maladie de Las Casas (d'après un dessin de Louis Hersent, 1823, 40 x 52,7 cm)[2],[1]
- Marie-Thérèse Bourgoin (d'après un dessin d'Achille Devéria, 1825, eau-forte 29,0 x 20,8 cm)
- Mme de Clèves aperçoit Nemours sur un banc (d'après un dessin d'Alexandre-Joseph Desenne, 1826. Cette notice fait partie d’une série : Mme de Lafayette, la Princesse de Clèves, Paris, Werdet, 1826, in-16°)
- Histoire et Monuments de Paris - Eglise Saint Julien des Ménétriers (d'après un dessin de Christophe Civeton et peinture de Jean-François Garneray, 1828, gravure sur acier originale, couché fils direxit.)
- Molière - Jean-Baptiste Poquelin - L'avare - Comédie (d'après un dessin de Henri Buguet, 1835, gravure sur acier)
- Frontispice de La fille de Bathael (d'après une peinture de Nicolas Poussin, et un dessin de Jean-François Garneray)[12]
- Argus endormi par Mercure (d'après une peinture de Charles de Steuben, 17 po. sur 13)[2],[1]
- La bataille de Wagram, (M. Langlois, 22 po. sur 14)[2],[1]
- Piron à la porte d’Auteuil (Julie Ribault, grande eau-forte)[2]
- Le Passage de la Bérésina (M. Langlois, 28 po. sur 22)[2],[1]
- Maria-Leitizia Bonaparte (d'après un dessin de François Gérard, eau-forte, 29,0 x 21,0 cm)
- Napoléon 1er (d'après un dessin de François Gérard, éd. Chardon Aîné et Fils, eau-forte, 26,0 x 20,0 cm)
- Fernando Cortez (1824, burin et eau-forte, 18,0 x 12,8 cm)
- Louis-Philippe, duc d'Orléans (d'après un dessin de François Gérard, 1825, Eau-forte - 43,8 x 30,0 cm)
- Charles X, roi de France (1826)
- Madame Talleyrand (d'après un dessin de François Gérard, 1826, eau forte)
- Elisa grand duchesse de Toscane avec sa fille (1829)
- Jeanne d'Arc (d'après une peinture d'Achille Dévéria)
- Isabey et sa fille (d'après un dessin de François Gérard, 1840, taille douce sur chine appliqué ; 27 x 19,2 cm (à la cuvette) ; 43,3 x 29,5 cm)[13]
- Hugues Capet[14]
- Collection des portraits historiques de M. le baron Gérard, premier peintre du roi : gravés à l'eau-forte par M. Pierre Adam (Paris, Urbain Canel, 1826)[2],[1]

- gravés à une date incertaine :
  - Joséphine, épouse du 1er Consul, depuis impératrice (1801)
  - Madame Murat (Caroline Bonaparte) au Palais de l'Elysée (1810)
  - Murat, maréchal d'Empire (1805)
  - Prince de Talleyrand Périgord (1808)
  - Prince Guillaume de Prusse en uniforme d'officier de Cavalerie (1815)
  - La princesse Elisa et sa fille, grande duchesse de Toscane (1811)
  - Princesse Grassalkowich / François Gérard (1805)
  - Alexandre en grand uniforme (1814)
  - Comte Pozzo di Borgo (1823)
- gravés en 1825 :
  - Bernadotte, roi de Suède
  - Catherine, princesse royale de Würtemberg, reine de Wesphalie en 1813
  - Duc de Wellington en uniforme de généralissime
  - La duchesse d'Orléans et le duc de Chartres, Marie-Amélie princesse des Deux-Siciles et Ferdinand
  - Comte d'Artois en grand costume de l'ordre du saint-Esprit
  - Le comte et la comtesse de Frise, Vénitiens
  - Duchesse Murat, reine de Naples entourée de ses quatre enfants
  - Ferdinand Dimécourt en 1808
  - Frédéric-Auguste, roi de Saxe, 1809
  - Louis-Philippe, duc d'Orléans en uniforme d'officier de hussards
  - Maréchal Lannes
  - Princesse de La Tour et Taxis sœur de la feue reine de Prusse
  - Prince Louis-Napoléon Bonaparte, roi de Hollande, en costume de Connétable, 1806
- gravés en 1826 :
  - Napoléon en costume d'Empereur
  - Le prince Borghèse en costume de prince français en 1810
  - Prince Eugène, vice-roi d'Italie
  - Mademoiselle, sœur du roi en 1821
  - Lord Egerton
  - Louis Dix-huit en habits royaux
  - Madame Bernadotte, reine de Suède
  - Madame de Talleyrand
  - Madame Létitia, Madame-Mère
  - Madame Morel de Vindé et sa fille, épouse du pair de France
  - Alexandre 1er, empereur de Russie, en costume impérial en 1810
  - Charles X en habits royaux
  - Charles X en uniforme de carabiniers
  - La comtesse Starzinska, Polonaise
  - La duchesse de Sagan en 1815
  - Comtesse Tamoïska, Polonaise en 1806
  - Comtesse Walewska, Polonaise
  - Duc de Berry en costume de prince Français
  - Duchesse de Bassano
  - Duchesse de Berry et ses deux enfants
  - Frédéric Guillaume, roi de Prusse en uniforme d'officier de Cavalerie
  - Le général Auguste Colbert en 1809
  - Général Foy en 1826
  - Isabey père et sa fille en 1796
  - Jérôme, roi de Wesphalie
  - Joseph, roi d'Espagne
  - Joséphine en costume impérial
  - Madame Récamier
  - Madame Tallien, épouse du député conventionnel
  - Régnault de saint-Jean d'Angély
- gravés en 1827 :
  - Le Prince Schwartzemberg en grand uniforme
  - La reine Hortense
  - La reine Hortense et son fils ainé
  - Alexandre 1er en uniforme simple
  - Comtesse de Laborde
  - Duchesse de Bassano en costume blanc
  - Duchesse de Montebello et ses enfants
  - Général Murat
  - Lady Jersey en 1819
  - Madame Murat
  - Madame Murat (Caroline Bonaparte) et ses enfants en 1801
  - Madame Visconti
  - Marie-Louise en costume d'impératrice
  - Marie-Louise et le roi de Rome
  - Murat, roi de Naples en habits royaux
  - La famille Auguste,orfèvre célèbre au 18e siècle
- gravés en 1828 :
  - Lareveillère-Lepeaux, membre du Directoire en 1795
  - Maréchal Lauriston
  - Madame du Cayla et ses enfants en 1826

Illustration d'ouvrages
- Œuvres complètes de Cervantès, traduites de l'espagnol par H. Bouchon Dubournial,... Persilès et Sigismonde ou Les pèlerins du nord. T. 2, Paris, chez Méquignon-Marvis, libraire, rue de l'École de médecine, no 3, 1822
- Voyages d'Antenor en Grèce et en Asie, avec des notions sur l'Égypte ; manuscrit grec trouvé à Herculanum, traduit par M. de Lantier, chevalier de Saint-Louis. Quatorzième édition, revue et corrigée par l'auteur ; avec cinq planches. Tome premier [-cinquième], Paris, chez Arthus Bertrand, libraire, rue Hautefeuille, no 23. 1820
- M. Raynouard, Les États de Blois : tragédie en cinq actes et en vers : représentée, pour la première fois, sur le théâtre de Saint-Cloud, le 22 juin 1810, et sur le Théâtre Français, le 31 mai 1814 (précédée d'une notice historique sur le duc de Guise et suivi de Pièces relatives à la mort du Duc de Guise, Paris (rue du Pot-de-Fer, no 14), chez Mame frères, Imprimeurs-libraires, 1814
- M. de Barante, Histoire des ducs de Bourgogne de la maison de Valois, 1364-1477, t. 1, Paris, Ladvocat, libraire de S. A. R. M. le duc de Chartres, Palais-Royal, 1826
- Marmontel, de l'Académie française, Les Incas ou La destruction de l'empire du Pérou, Paris, chez Verdière, libraire, quai des Augustins, no 25, 1824